# アルカトラズ島
 アルカトラズ島（アルカトラズとう、英: Alcatraz Island）は、アメリカ合衆国カリフォルニア州のサンフランシスコ湾内、サンフランシスコ市から2.4kmのところに浮かぶ、面積0.076km2の小島である。昔は灯台、軍事要塞、軍事監獄、そして1963年まで連邦刑務所として使用され、ザ・ロック、囚人島、監獄島とも呼ばれている。
現在、この島の北側にある軍事基地と移民や捕虜の収容施設となったエンジェル島とあわせて、アメリカ合衆国国立公園局が運営するゴールデンゲート国立保養地の歴史地区の一部となっており、一般観光客に公開されている。観光客は、サンフランシスコのフィッシャーマンズワーフ近くのピア33からフェリーで島に渡ることができる。
カモメを始めとした海鳥の生息地としても知られる。

## 歴史

### 前史・軍事要塞時代
近隣に居住していたインディアンが魚や海鳥の卵を食糧として獲得するためにカヌーで上陸を試みていたようである。ただし彼らはこの島が呪われていると信じており、定住する者は存在しなかった。
1775年、スペインの海軍士官フアン・デ・アヤラが、サンフランシスコ湾を測量して海図を製作し、この島に "La Isla de los Alcatraces" と名づけた。スペイン語で「カツオドリの島」という意味である。これがやがて英語風に短縮されて "Alcatraz" となった。
メキシコによるカリフォルニア統治時代の終わりころ、メキシコ政府から、ジュリアン・ワークマンという帰化メキシコ人に、島に灯台を建設する条件で島の所有権が譲渡された記録がある。米墨戦争（1846年 - 1848年）中にアメリカがカリフォルニアの支配権を得ると、ジョン・C・フレモントが、「カリフォルニア総督」としての資格でこの無人島を購入した。しかし、1850年、ミラード・フィルモア米大統領の命により、メキシコ政府の所有物はアメリカ政府に承継されたとの根拠に基づき、島は軍事目的のために取り上げられた。このため、フレモントによる島の購入は無意味になってしまい、フレモント及びその相続人から政府に対して何度も訴訟が起こされ、法的紛争は1890年代まで続いた。
1848年、シエラネバダ山脈の麓で金が発見されてゴールドラッシュが始まり、サンフランシスコは多くの船が寄港する重要な地となり、灯台が至急必要になった。1850年の連邦議会予算に、アルカトラズ島を含む太平洋岸の八つの灯台建設が盛り込まれた。1852年に、島で最初の恒久的建造物となる灯台ができた。1853年には、ゼラス・B・タワー中尉が、アルカトラズ島をサンフランシスコ湾の守りとするための要塞化工事に着手した。南北戦争（1861年 - 1865年）の直前までに、86門の大砲が島を巡らすように設置された。南北戦争中は、アルカトラズ島は南部連合のサンフランシスコ湾への侵入を防ぐ役割を果たした。
南北戦争が終わると、島に設置された旧式の大砲は時代遅れになってしまったため、徐々に撤去された。それに代わって、防弾壁が島を取り囲むように建てられた。内部には弾薬庫などが設けられていた。

### 軍事刑務所化
南北戦争の前後から、島は監獄としての役割も果たすようになった。地下の留置場に、島内や周囲の砦から送られた脱走兵、窃盗犯、酔っ払いなどが収容された。1861年、アルカトラズ島は太平洋省の軍事刑務所として正式に指定された。南北戦争中には、反逆罪で捕らえられた南部連合派のカリフォルニア市民もここに収監された。収容者は増加し、1863年ころロウアー・プリズン (Lower Prison) と呼ばれる刑務所棟が建てられ、19世紀末ころまで平均100人を収容していた。アメリカの西部開発に伴って、アメリカ政府とインディアンとの紛争が多発し、反乱罪などでアルカトラズ島に送られたインディアンも多かった。

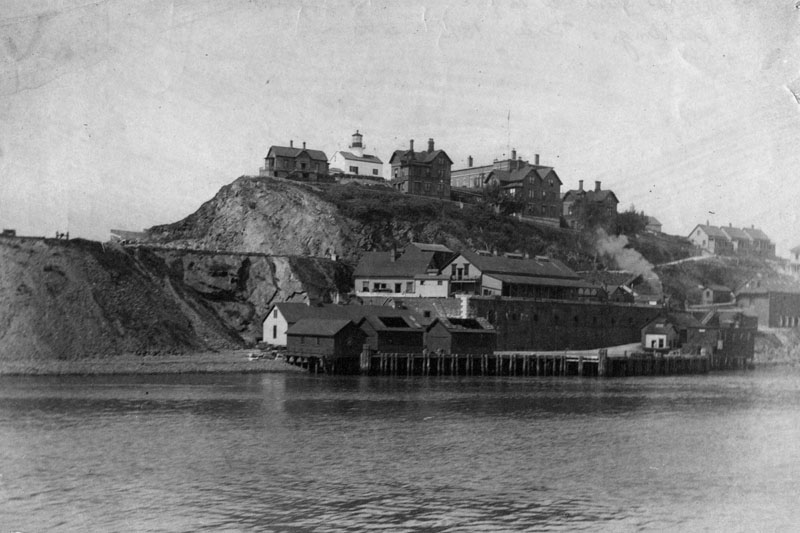
1895年当時のアルカトラズ島

米西戦争（1898年）の時は、フィリピンへの遠征で熱帯病に罹患した帰還兵がアルカトラズ島の病院に収容されたり、身柄を拘束された兵士が多数収監されたりした。新たな刑務所棟が必要となり、1900年、閲兵場にアッパー・プリズン (Upper Prison) が建設された。ロウアー・プリズンは囚人の運動場となったが、1902年の火事でロウアー・プリズンは危うく焼けるところであった。
1906年、サンフランシスコ地震で街が壊滅し、市内の刑務所に火災の危険が迫ると、そこにいた一般の受刑者176人が急遽アルカトラズ島に移された。このころから島は本格的な刑務所へ転換することとなり、今までの歩兵に代わり軍看守が配置され、1907年には島は「アルカトラズ島・合衆国軍事刑務所太平洋支所」との指定を受けた。砦は取り壊され、1912年に3階建ての大型監房棟が島中央にでき、合計600の監房、厨房、食堂、病院、運動場、管理事務所などを備えた大刑務所となった。発電所も建設された。
1915年、島は「合衆国矯正兵舎太平洋支所」と改名され、教育と更生に力点が置かれるようになった。受刑者は、軍事訓練、矯正教育、職業補導などを受けた上、刑期満了後は、多くは軍務に復帰した。処遇は開放的で、夜間は監房に収容されるが、昼間は各自の仕事、授業、レクリエーションで時間を過ごした。規律違反の場合は、独房に収監されたり鎖につながれたりした。しかし、立地上、島内への水と食糧の供給に費用がかかったため、1930年代初頭の大恐慌もあって、アメリカ軍は1933年、アルカトラズ島の刑務所を閉鎖することとなった。

### 連邦刑務所時代
島はアメリカ軍から連邦司法省刑務所局に移管され、刑務所局は1934年7月1日、アルカトラズ連邦刑務所を開設した。大恐慌や禁酒法により1920年代末から1930年代にかけて組織犯罪が激化し、治安当局は、犯罪に対する強い姿勢を打ち出す必要があり、アルカトラズ島はそのために「社会の敵」である凶悪犯を収容する施設という役割を担った。
1934年4月から、脱走対策を万全にするため、軍事刑務所の設備に手が加えられた。格子は柔らかい素材から、道具を使っても破壊できないものに取り替えられ、受刑者が逃げ隠れできる可能性のあるトンネル等はすべてセメントで埋められた。監房を取り巻くように、武装した看守の監視拠点である「ガン・ギャラリー」が、受刑者を見下ろす高所に設けられた。ガン・ギャラリーは鉄柵で防御されていた。独房の鍵はこれ見よがしにガンギャラリーの外側に、見えるところに吊されていた。食堂の天井には催涙ガスの噴射装置が取り付けられ、ガン・ギャラリー又は外部の監視場所からの遠隔操作で噴射できるようになっていた。全部で600近くの監房があったが、どの監房も建物の外壁とは接しないようになっていた。

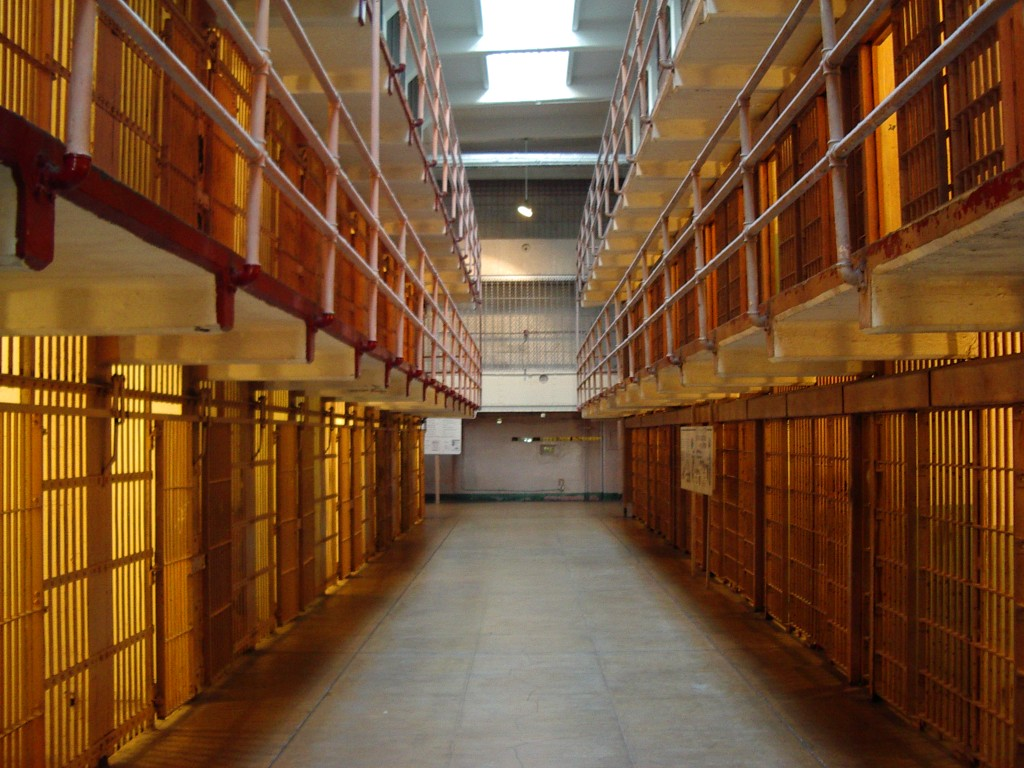
3階建ての監房の並び。

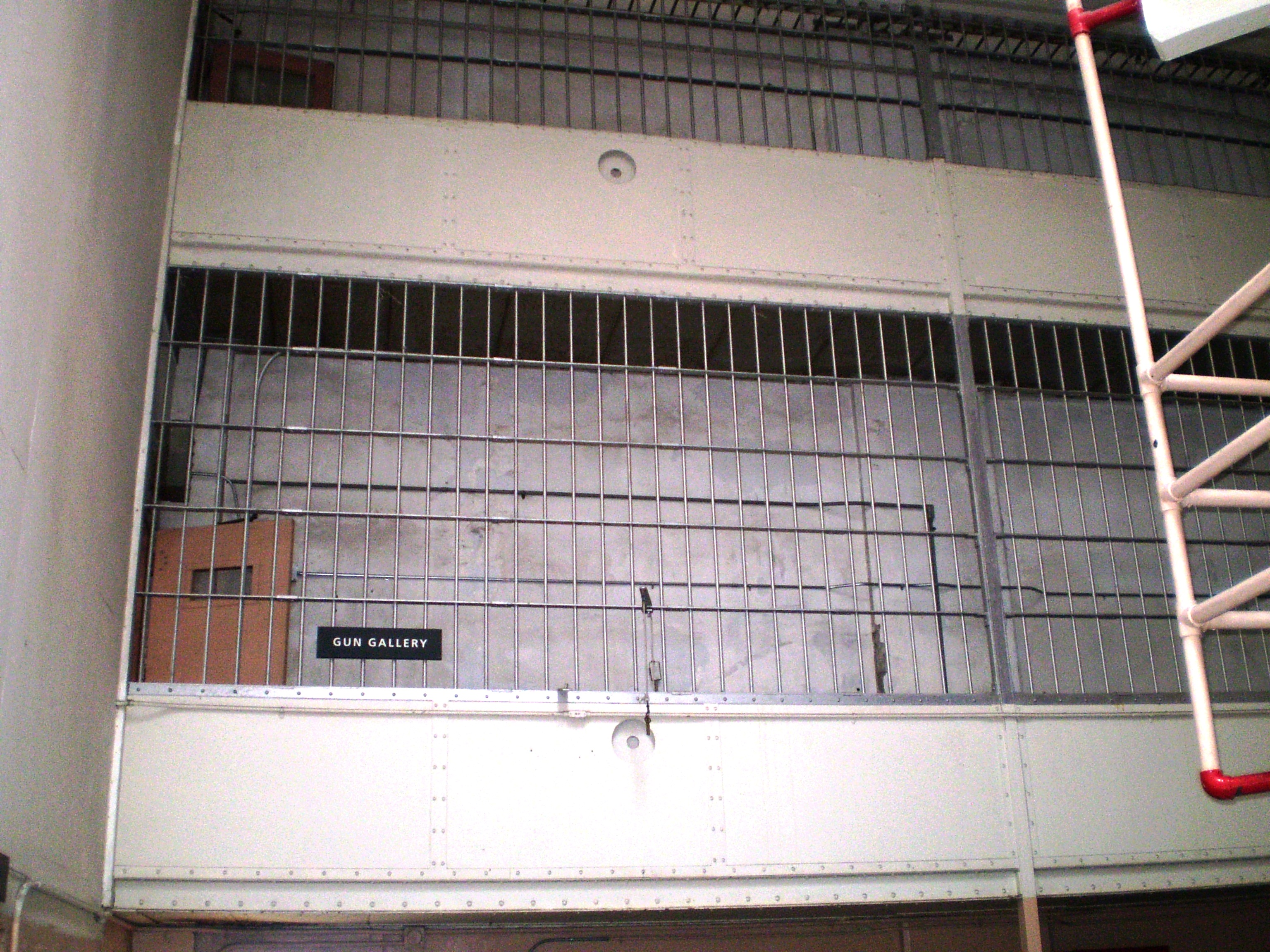
看守が監視に立ったガン・ギャラリー。

この刑務所に収容されていた人員は、常時およそ260人から275人であり、連邦刑務所全体の収容人員から見れば1%にも満たなかった。後述のように受刑者にとっては非常に規律の厳しい刑務所ではあったが、必ず1人につき一つの監房が与えられ、食事の質も高いなど収容環境は他の連邦刑務所と比べて悪くなかったため、アルカトラズ刑務所への移送を希望する受刑者すらいた。
アルカトラズ島に服役した受刑者の中には、有名な者も多い。ロバート・フランクリン・ストラウドは、殺人罪でカンザス州レブンワースの刑務所に服役中に看守を殺害して死刑判決を受けた後、母親の嘆願により1920年終身刑に減刑され、1942年アルカトラズ連邦刑務所に移送され、1959年イリノイ州の連邦刑務所へ移送されるまでの17年間をここで過ごした。レブンワース刑務所でカナリアを飼ってその病気について研究し、本も書いていたことから「バードマン」（鳥人間）というあだ名で知られたが、同刑務所で、研究の名目で手に入れた道具を酒の密造に使おうとしていたことが発覚するなどしてカナリアの飼育が禁止され、アルカトラズ時代には鳥を飼ってはいなかった。著名なギャングであるアル・カポネ、ジョージ・“マシンガン”・ケリーなどもここに収容されていた。そのほか、他の刑務所で規則を遵守しない者、暴力的行為を行った者、脱走の危険があると考えられた者などがここに送られた。なお、受刑者がこの刑務所で規則に従い一定期間問題なく過ごせていると判断されれば（平均期間は5年間だったという）他所にある連邦刑務所に移送され、そこで釈放の手続きが取られた。
刑務所長であるジェームス・A・ジョンストンは「最小限の特典、最大限の警備」を掲げ、所内の治安確保に乗り出した。事実、所内では食糧、衣服、居住、医療の四つは権利として与えられていたが、それ以外のもの――仕事、面会、図書室の利用、レクリエーション（絵を描く、楽器を演奏する）など――はすべて「特典」であって、努力によって獲得するものとされた。
面会は月に一回、親族もしくは所長の許可を得た者に限られ、面会時間は2時間程度だった。受刑者が所内の様子や規則を話すことは禁じられていた。
図書室は最大で約1万5千冊の書籍と雑誌が保管されていた（多くの書籍は前身の軍事刑務所の時代に寄贈されたものである）。受刑者が直接書架から蔵書を閲覧することはできず、各監房に置かれた蔵書目録から各人が保有する図書カードに閲覧を希望する書籍の名称を記入して箱に投かんした。その後、図書係が書籍をワゴンに乗せて各監房に配布した。同時に3冊までの所有が許されており、その他に聖書と辞書、最大で12冊の教本を保有することができた。本を読むことができる時間は午後5時半から消灯の午後9時半までであった。新聞を読むこと自体は許可されないことはなかったが、他の刑務所からの脱走を報じる記事があると切り取られていた。
手紙は週に2通送ることが許されていた。検査官による内容の検閲が行われており、受刑者が読むべきでない、もしくは外部の者に伝えることが不都合な部分は黒く塗りつぶされた。
連邦刑務所時代には、14回の脱獄事件が起き、それに関与した受刑者は36人である（うち2人は2回脱走を試みた者）。このうち23人は身柄を確保され、6人は射殺され、2人は溺死した。5人は行方不明であるが、溺死したものと推測されている。1946年3月に起きた脱獄事件は「アルカトラズの戦闘」として知られる。6人の受刑者が看守を襲って武器と監房の鍵を手に入れたが、運動場への鍵を見付けることができず脱出に失敗し、当局との銃撃戦の末、2日後に制圧された。6人のうち3人は死体で発見され、残りの3人は裁判にかけられてうち2人はガス室に送られた。この事件で看守も2人が死亡し、約18人が負傷した。1962年6月11日、フランク・モリスとアングリン兄弟が監房から消えるという有名な脱獄事件（1962年6月のアルカトラズ脱獄事件）が発生した。手製のドリルで通気孔が広げられており、夜の見回り時に気付かれないよう、ベッドには作り物の人間の頭が置かれていた。壁の後ろのパイプなどを伝って建物から脱出し、島の北東部から手製のいかだで脱出を図ったと見られているが、島外にたどり着いたかは不明である。この脱獄劇は、後にクリント・イーストウッド主演の映画『アルカトラズからの脱出』に描かれた。
図らずもモリス達の逃亡はアルカトラズがもはや刑務所としての体をなしていないことを明らかにした。潮風による施設の老朽化が激しく、サンフランシスコ周辺は地震の地域であるため耐震性にも問題があると指摘され、修繕・維持費用だけで300万ドルから500万ドルかかったとされる。それに加え日々の運営費用も他の連邦刑務所と比べ高額であった（1959年当時、囚人1人当たりのコストはアトランタ刑務所で3.00ドルであったのに対しアルカトラズでは10.10ドルに上った）。これは、食糧や水を始めとするあらゆる物資を船で輸送していたためである。例えば水については100万ガロンを1週間に１度艀に乗せて輸送しなければならなかった。1962年の秋から受刑者は他の連邦刑務所に移送されていき、1963年3月21日にアルカトラズ刑務所は閉鎖された。

### インディアンによる占拠事件

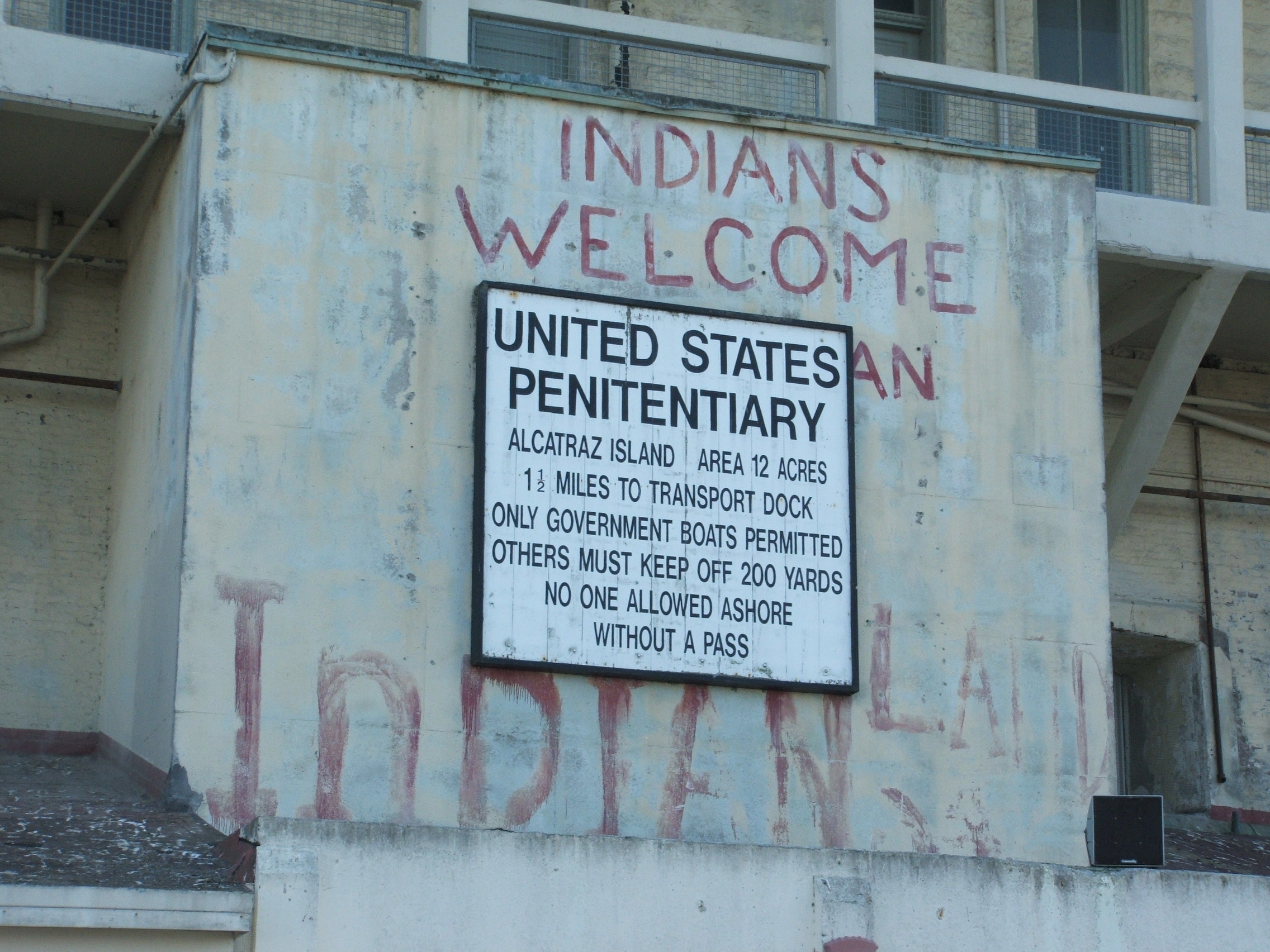
旧連邦刑務所の建物にはインディアン占拠中「インディアン歓迎　インディアンの国」と書き付けられた。

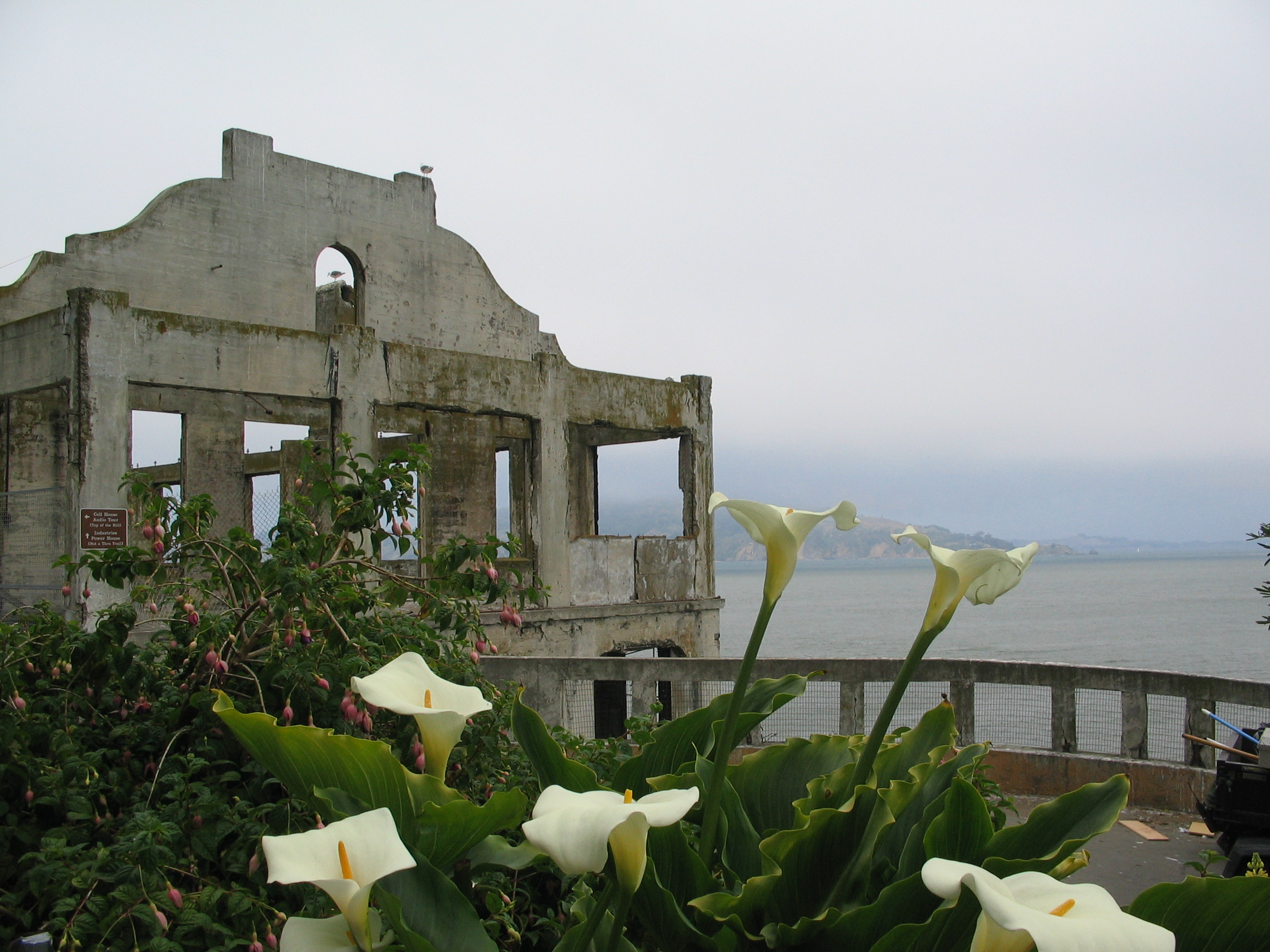
占拠中の火災で焼けた建物。

連邦刑務所閉鎖後、跡地をどのように活用するか様々なアイデアが出された。カジノの建設やテキサスの大富豪によるテーマパーク及びショッピングセンターの建設計画などが持ち上がったがどれも実現しなかった。
1969年11月20日から1971年6月11日までの約1年半、インディアンたちがこの島を占拠して、アメリカ合衆国連邦政府に対する抗議活動を行った。それに先立つ1964年、スー族のリチャード・マッケンジー率いる5人がこの島に渡り、インディアンの権利を訴えた。この時の滞留時間はわずか4時間であったが、この島をインディアンのための文化センター及び大学を建てる場所としてほしいという彼らの要求は、後の1969年の占拠事件で復活することとなった。
1969年、モホーク族のリチャード・オークスと、それを支持する様々な部族のインディアンたちが、「全部族のインディアンたち」(Indians of All Tribes) というグループを結成し、モンテ・クリスト号に乗って島に渡り、この土地がインディアンのものであることを宣言した。彼らがこの島の占拠にあたって法的根拠としたのは、スー族やラコタ族などの諸部族と連邦政府との間で1868年に結ばれたフォート・ララミー条約であった。この条約の中には、連邦政府の所有する土地のうち放棄された土地や使われていない土地は、その土地の元の所有者であった先住民が取り戻すことができる、という条文があった。
彼らは、その日のうちに島から引き揚げたが、その後長期間の占拠を計画し、カリフォルニア大学ロサンゼルス校 (UCLA) の学生約80人を含むインディアン約100人が島に渡り、同月20日から占拠を始めた。島内では評議会が組織され、治安、公衆衛生、学校、住居など、様々な事柄が占拠メンバー全員で決められた。連邦政府に対しては、インディアンの大学、文化センター、博物館の建設を求めたが、連邦政府側は要求は受け入れられないとし、立ち退きを求めた。
そうした中、占拠メンバーの中にもリチャード・オークスと対立するグループが現れて内部分裂が生じたり、学生が島から引き揚げるのに代わって都市やインディアン居留地から新たなメンバーが加わったりし、さらにはインディアンでないサンフランシスコのヒッピーやドラッグ使用者まで島に住むようになった。1970年に入ってオークスは義娘の事故死をきっかけに島を去り、派閥争いは激化した。こうした状況に対し、連邦政府は当初不干渉の態度で臨み、FBIや沿岸警備隊も手を出さなかったが、これは自然に占拠メンバーらの大勢が撤退に向かうのを待つ意図であった。しかし、占拠メンバーは島の所有権と大学等の建設を主張して譲らなかった。
1970年中頃、連邦政府側は電力の供給を止め、水を供給していた輸送船も撤去した。その3日後、火災が発生していくつかの古い建物は焼けてしまった。1971年に入り、派閥争いなどの内部の混乱が続く中、連邦所有建物からの金属材の窃取や暴力事件が伝えられるにしたがって、当初は占拠側に好意的だった世論の支持も失われていった。リチャード・ニクソン大統領が立ち退き計画にゴーサインを出し、1971年6月10日、在島者の少ない時を狙って、武装した連邦保安官、FBI特別捜査官及びカリフォルニア州警察特殊部隊が島を急襲し、5人の女性、4人の子ども、6人の非武装の男性を立ち退かせ、これによって占拠は終了した。
この占拠事件は、インディアンの土地を取り上げ、その文化を絶やそうとする連邦政府の政策に対する、部族を超えた初めての抗議活動という意味を持っていた。島の利用についての占拠メンバーの要求は受け入れられずに終わったものの、インディアンの置かれた状況を世に訴えるとともに、その後のインディアンの抗議運動の引き金となり、連邦政府にインディアンの権利を尊重した政策へ転換させるきっかけとなったと評価されている。

### 国立公園化

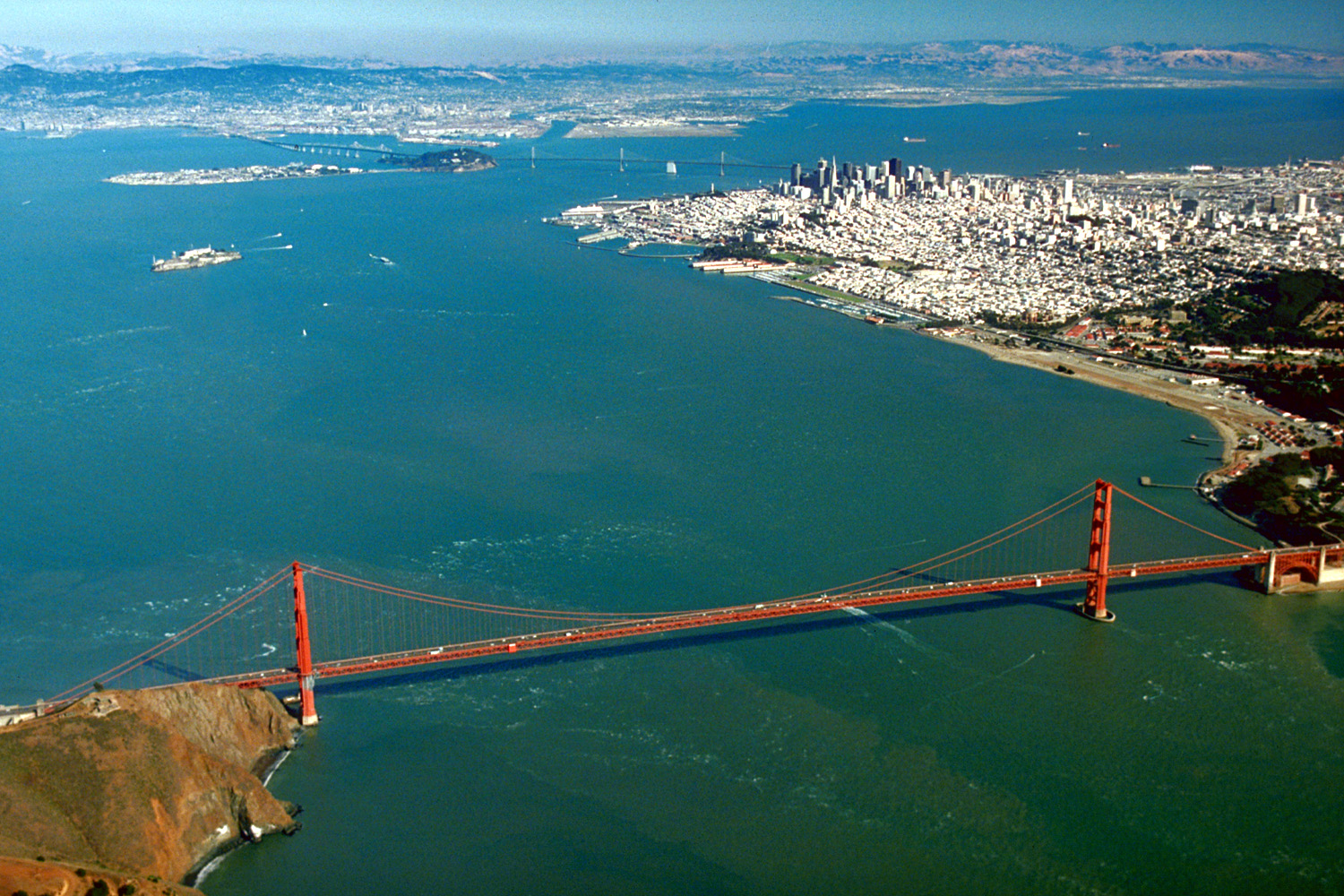
下がゴールデンゲートブリッジ、右がサンフランシスコ市街、そしてトレジャー島の下にある船のような形をした小さな島がアルカトラズ島である。

1971年、国立公園局がこの島を取得し、1972年10月27日に設立されたゴールデン・ゲート国立保養地の一部となった。1973年から一般公開されている。
1976年、軍事史及び社会史（行刑学）の領域で国家的歴史的重要性を有するとして国家歴史登録財 (NRHP) の登録を受け、1986年、国定歴史建造物 (NHL) に指定された。

### 再開指示
2025年5月4日、トランプ米大統領は、拘束した不法移民の収容施設として、アルカトラズ島の監獄を再び利用するよう司法省などに指示したと明らかにした。

## 現在

### 観光

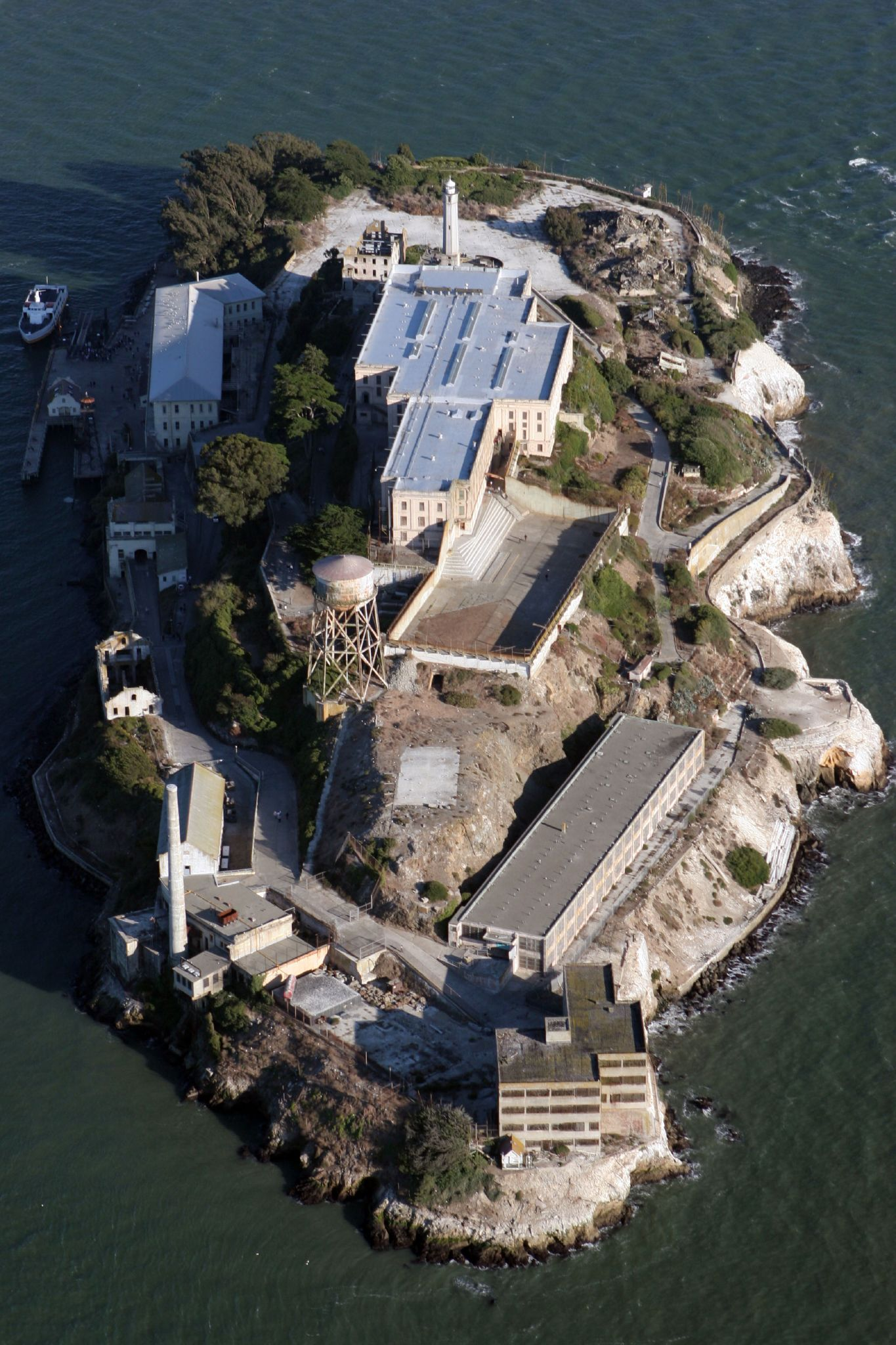
上空からの写真

アルカトラズ島に行くには、サンフランシスコ市フィッシャーマンズワーフのやや南東、エンバーカデロにあるピア33（第33埠頭）から、国立公園局と契約しているアルカトラズ・クルーズLLCの運航するフェリーに乗る。フェリーは毎日午前9時から30分ごとに出発しており、同社のウェブサイトで事前に乗船券を購入することができる。フェリーは島の船着き場（ドック）に着き、そこから頂上の刑務所棟までの道のりは約0.4キロメートル、また高度差は約40メートルである。なお、島そのものへの入場は無料である。

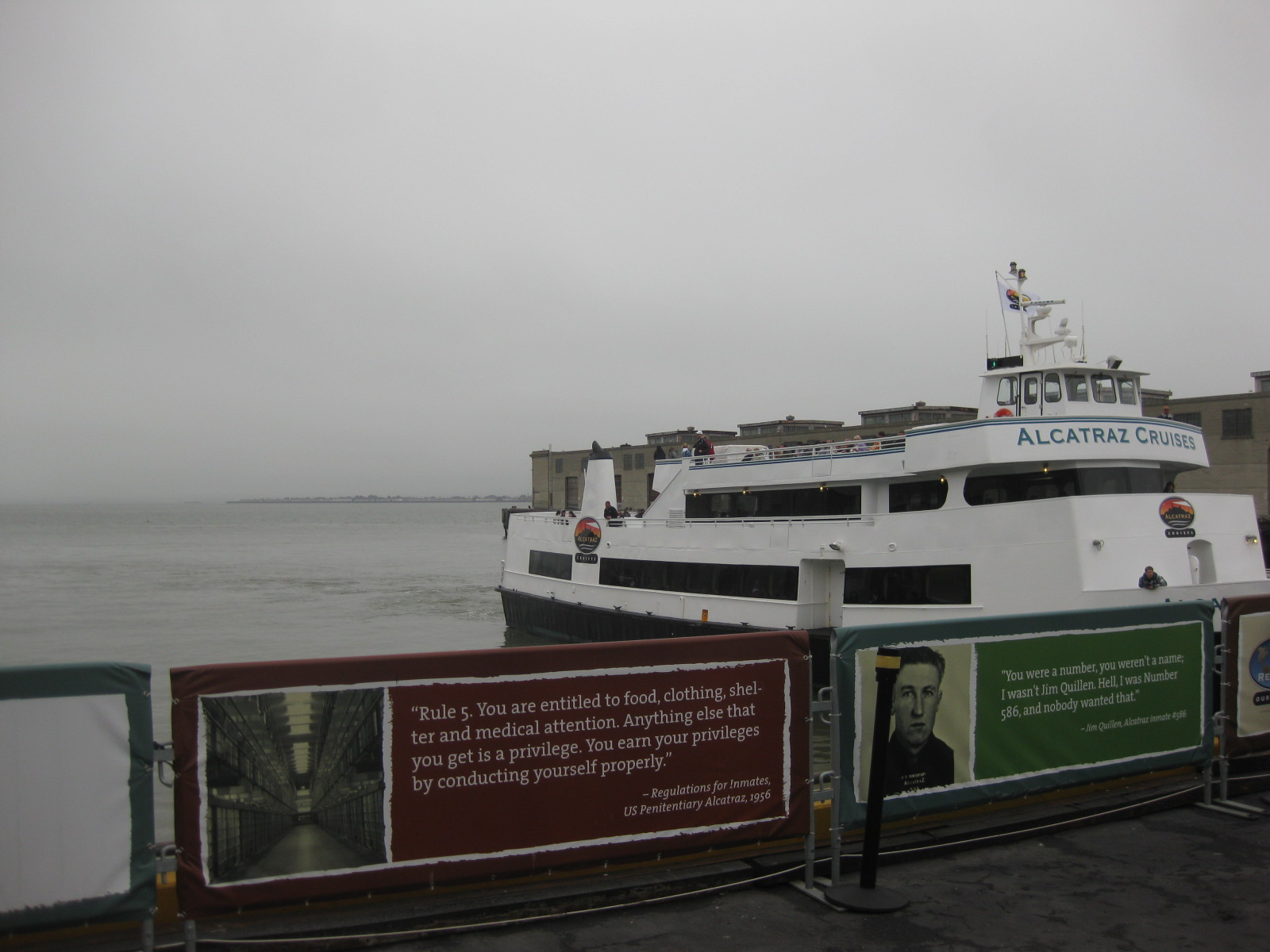
ピア33から向かうフェリー

島内では、ガイドの案内に従って回ることも、パンフレットを見ながら自分で歩き回ることもできる。アルカトラズ島の歴史に関するビデオも上映されている。
刑務所棟の内部では、英語、スペイン語、ドイツ語、フランス語、イタリア語、日本語、オランダ語、中国語によるオーディオガイドを利用できる。
このオーディオガイドに従って棟内を移動すると、臨場感ある説明とともに各見所を巡回することができる。オーディオガイド料金はフェリー料金に含まれているが、オーディオガイドを希望しない場合はブックストア（みやげ物売場）でその分の払い戻しを受けることができる。
2012年1月にテレビドラマ『ALCATRAZ/アルカトラズ』が放送開始となって以来、同ドラマに登場する地下制御室を見つけようとして閉鎖区域に立ち入る観光客が続出したため、国立公園局は「テレビ番組『アルカトラズ』は架空であり、そこで描かれている区域の多くは実在しません。閉鎖区域は貴方と歴史的構築物と巣作りしている鳥たちを護るためにあります」という注意書きを掲示した。

### 自然
アルカトラズ島には、多くの鳥が棲息している。ヨーロッパ人によって島が発見されるまでにも、アメリカインディアンが鳥や卵を採取していたと考えられる。今日、アルカトラズ島は、鵜、ウミバトのような海鳥や、ユキコサギ、ゴイサギのような水鳥の自然保護区（サンクチュアリ）となっている。棲息数については毎年統計が取られており、2月から9月にかけて鳥たちが過敏になる時期には管理業務も控えられている。

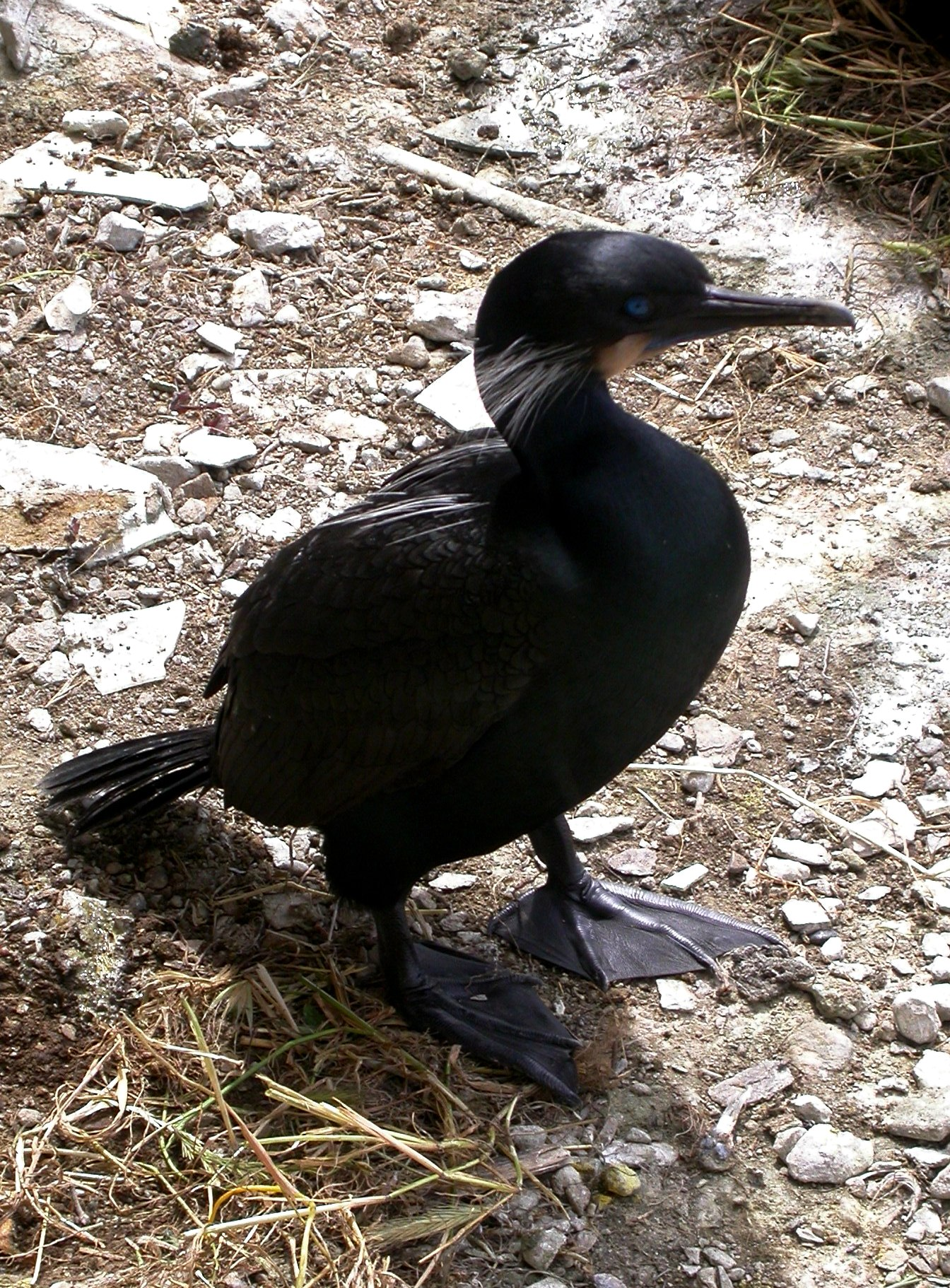
島に棲息する鵜 (Brandt's Cormorant)

また、島では花々を楽しむこともできる。人間が入るまでは、島には薄い土壌にまばらな草と灌木が生えているだけであった。軍事要塞ができると、生活を少しでも改善するために、軍当局が島外から土壌を持ち込み、1865年には頂上の砦のそばにビクトリア様式の庭園ができた。1920年代、全島的な美化計画が行われ、受刑者らの手によって多くの木々、灌木、種子が植えられた。連邦刑務所時代になると、所長補佐官のフレッド・レイチェルが庭園の整備を計画し、受刑者らが庭園造りに参加した。庭園造りに才能を発揮した受刑者もいた。1963年に連邦刑務所が閉鎖され、島が打ち捨てられていた約40年間、島の厳しい環境に耐えられずに枯れてしまった花もあったが、そのような中咲き続けた花もあった。2003年から、ガーデン・コンサーバンシー、ゴールデンゲート国立公園コンサーバンシーといった非営利団体が、国立公園局と提携して、庭園の修復・保存に取り組んでいる。

## 登場作品
- Alcatraz（1980） - ドイツのインストゥルメンタルバンドクスコの楽曲。1980年リリースのDesert Islandに収録。イントロのサイレンなどアルカトラズ島および同刑務所をイメージして制作されている。
- ザ・ロック(1996) - 観光地となった刑務所をテロリストが占拠する。
- アルカトラズからの脱出 - クリント・イーストウッド主演の映画
- ルパン三世 アルカトラズコネクション
- ルパン三世PARTⅢ-第1話「金塊はルパンを呼ぶ」アルカトラズ刑務所にカポネが残した金塊の在処が隠されているタイルをめぐり、ギャングと対決する。
- 告発 (映画)
- 奪還 DAKKAN -アルカトラズ- - スティーヴン・セガール主演の映画
- 奪還2.0 - ビル・ゴールドバーグ主演の映画
- ALCATRAZ/アルカトラズ - J・J・エイブラムス製作のテレビドラマ
- ADXフローレンス刑務所 - 現代のアルカトラズと称させる警備が厳重な刑務所
- こちら葛飾区亀有公園前派出所 - 第153巻「アルカトラズ島の対決」
- とんねるずのみなさんのおかげです - 1997年放送の「宜保タカ子と行く心霊バスツアー第九弾　アルカトラズ編」
- バトルフィールド ハードライン - DLC第四弾「BETRAYAL」にてマップとして登場する。なお、シャワールームのみ上記のザ・ロックのものに差し替えられている。
- コール オブ デューティ ウォーゾーン - マップとして登場するRebirth Islandのモデルになっている。
- バイオハザード デスアイランド - 2023年公開のCGアニメ映画